# Podosphaeraster thalassae
Podosphaeraster thalassae is een zeester uit de familie Podosphaerasteridae.
De wetenschappelijke naam van de soort werd in 1970 gepubliceerd door Cherbonnier.